# Список дійових осіб та акторів «Твін Пікс»
Список дійових осіб та акторів серіалу Твін Пікс
| Група                              | Ім'я                                    | Опис | Актор                   |
| ---------------------------------- | --------------------------------------- | --- | ----------------------- |
| ФБР                                | Дейл Купер                              | Спеціальний агент ФБР, яких розслідує вбивство Лори Палмер. Талановитий, з добре розвинутою інтуїцією молодий агент. Любить зранку поласувати чашкою смачної чорної кави. Глибоко відданий своїй справі. Купер - головний герой серіалу.                                                                                             | Кайл Маклахлен          |
| ФБР                                | Альберт Розенфілд                       | Зухвалий фахівець судово-медичної експертизи. Його зарозумілість та огидна вдача є головною причиною безлічі суперечок з оточуючими. | Мігель Феррер           |
| ФБР                                | Честер Десмонд                          | Агент ФБР, який загадково зник при розслідуванні смерті Терези Бенкс. Персонаж згадується в серіалі «Твін Пікс», але побачити його можна тільки у фільмі «Твін Пікс: Вогню, іди зі мною» | Кріс Айзек              |
| ФБР                                | Сем Стенлі                              | Фахівець з судово-медичної експертизи, котрий допомагає агенту Десмонту у розкритті вбивства Терези Бенкс | Кіфер Сазерленд         |
| ФБР                                | Філіпп Джеффріс                         | Зниклий агент ФБР, котрий знав про існування Чорного Вікваму та його мешканців. Сам персонаж лише згадується у серіалі, він з'являється лише у фільмі «Твін Пікс: Вогню, іди зі мною» | Девід Боуі              |
| ФБР                                | Роджер Харді                            | Агент відділу службових розслідувань ФБР, котрий займається справою спеціального агента Купера. | Кларенс Вільямс III     |
| ФБР                                | Гордон Коул                             | Глухий директор регіонального бюро ФБР, що постійно кричить. Начальник агента Купера.. | Девід Лінч              |
| ФБР                                | Даяна                                   | Не з'являлася в серіалі. У кожній серії агент Купер записує інформацію для неї на касету у диктофоні. При цьому жодного разу не було показано, як він надсилає їй бодай одну з касет. Утім, в одній з серій Даяна надіслала Куперові беруші.                                                                                         | в серіалі не грає ніхто |
| Департамент Шерифа міста Твін Пікс | Шериф Гарі С. Трумен                    | Головний помічник агента Купера в розслідуванні вбивства Лори Палмер. Коханець Джозі Пакард. | Майкл Онткін            |
| Департамент Шерифа міста Твін Пікс | Помічник Енді Бреннен                   | Невпевнений у собі помічник шерифа Трумена. Не переносить вигляду крові, будь-яке насильство. Закоханий у секретарку Люсі. | Гаррі Гоаз              |
| Департамент Шерифа міста Твін Пікс | Помічник Гоук (Томмі Хілл)              | Індіанець. Мудрий та поміркований помічник шерифа. Слідопит. Знавець індіанської міфології та фольклору. | Майкл Хорс              |
| Департамент Шерифа міста Твін Пікс | Люсі Моран                              | Секретарка в приймальні департамента шерифа Трумена. Закохана в Енді. | Кіммі Робертсон         |
| Родина Палмерів                    | Лора Палмер                             | Жертва жорстокого вбивства, центральна персонажка всього серіалу. Вела подвійне життя. Її знали всі у Твін Піксі та мали до неї різне ставлення. | Шеріл Лі                |
| Родина Палмерів                    | Ліланд Палмер                           | Батько Лори Палмер. Один з головних персонажів у серіалі. Відомий своєю пристрастю до співів та танців. Давній приятель та юрист Беджаміна Хорна. | Рей Вайз                |
| Родина Палмерів                    | Сара Палмер                             | Мати Лори Палмер. Психічно неврівноважена жінка. | Грейс Забрискі          |
| Родина Палмерів                    | Меді Фергюсон                           | Двоюрідна сестра Лори Палмер. Зовнішньо - повна копія Лори. | Шеріл Лі                |
| Родина Хейвордів                   | Вільям Хейворд                          | Найкращий лікар шпиталю Твін Пікса. Допомагав з судово-медичним оглядом тіла Лори Палмер. | Воррен Фрост            |
| Родина Хейвордів                   | Ейлін Хейворд                           | Дружина Вільяма Хейворда. Скромна та порядна жінка, прикута до інвалідного крісла. | Мері Джо Дешанел        |
| Родина Хейвордів                   | Дона Хейворд                            | Найкраща подруга Лори Палмер. Закохана в Джеймса Херлі. | Лара Флінн Бойл         |
| Родина Хейвордів                   | Генрієтта Хейворд                       | Молодша сестра Дони, яка часто допомагала останній. | Джесіка Волленфелс      |
| Родина Хейвордів                   | Герстен Хейворд                         | Молодша сестра Дони та Генрієтти. | Алісія Вітт             |
| Родина Хорнів                      | Бенджамін Хорн                          | Заможний бізнесмен, володіє готелем «Грейт Нотерн», універмагом Хорна та закладом «Одноокий Джек». | Річард Беймер           |
| Родина Хорнів                      | Джері Хорн                              | Ексцентричний та стильний брат та партнер Бенджаміна. | Девід Патрік Келлі      |
| Родина Хорнів                      | Сильвія Хорн                            | Постійно невдоволена та озлоблена дружина Бенджаміна. | Джен Д'Арсі             |
| Родина Хорнів                      | Одрі Хорн                               | Дочка Бенджаміна та Сильвії, що страждає від нестачі батьківської любові. Закохана в агента Купера. | Шерилін Фенн            |
| Родина Хорнів                      | Джонні Хорн                             | Син Бенджаміна та Сильвії, аутист. Ним опікувалась Лора Палмер. | Роберт Бауер III        |
| Родина Пекардів та Мартелів        | Джозі Пекард                            | Китаянка з Гонконгу, вдова Ендрю Пекарда. Закохана в шерифа Трумана. Лора Палмер займалася з нею англійською мовою. | Джоан Чень              |
| Родина Пекардів та Мартелів        | Ендрю Пекард                            | Колишній чоловік Джозі, якого вважали загиблим. | Ден О'Хеліхі            |
| Родина Пекардів та Мартелів        | Кетрін Пекард Мартел                    | Сестра Ендрю, коханка Бенджаміна Хорна, дружина Піта Мартела. | Пайпер Лорі             |
| Родина Пекардів та Мартелів        | Піт Мартел                              | Чоловік Кетрін Мартел. Затятий рибалка та шахіст. Саме він знайшов тіло Лори Палмер. | Джек Ненс               |
| Родина Бригзів                     | Майор Гарленд Бригз                     | Талановитий майор військово-повітряних сил США. Учасник проекту «Блакитна книга», що вивчає космічний простір та ліси, що оточують Твін Пікс. | Дон С. Девіс            |
| Родина Бригзів                     | Бетті Бригз                             | Скромна та інтелігентна дружина та мати родини Бригзів. | Шарлота Стюарт          |
| Родина Бригзів                     | Боббі Бригз                             | Непокірний молодий чоловік, капітан футбольної команди, хлопець Лори Палмер, таємний коханець Шеллі Джонсон. Займався торгівлею наркотиками у школі. | Дана Ешбрук             |
| Родина Гарлі                       | Великий Ед Харлі                        | Власник автозаправки, коханець Норми Дженінгс. | Еверетт Макгілл         |
| Родина Гарлі                       | Надін Гарлі                             | Сліпа на одне око дружина Еда, психічно хвора. | Венді Робі              |
| Родина Гарлі                       | Джеймс Гарлі                            | Племінник Еда, таємний прихильник Лори Палмер, пізніше - коханий Дони Хейворд | Джеймс Маршал           |
| Родина Дженінгс                    | Норма Дженінгс                          | Власниця кафе «Дабл Р», закохана у Еда Харлі. Організувала систему доставки горячої їжі літнім людям та інвалідам. | Пеггі Ліптон            |
| Родина Дженінгс                    | Хенк Дженінгс                           | Чоловік Норми, достроково звільнений з в'язниці. Коїв злочини на замовлення. | Кріс Малкі              |
| Родина Дженінгс                    | Вівіан Сміті Найлс                      | Мати Норми. Ресторанна критикиня. | Джейн Грір              |
| Родина Дженінгс                    | Ерні Нільсен                            | «професор», чоловік Вівіан та компаньон Хенка. Шахрай і злодій, досконало володіє цифрами. | Джеймс Бут              |
| Родина Дженінгс                    | Енні Блекберн                           | Молодша сестра Норми. Колишня черниця. Кохана агента Купера. | Гізер Грем              |
| Родина Джонсонів                   | Ліо Джонсон                             | Наркоторгівець та далекобійник, що живе у Твін Піксі. Був коханцем Лори Палмер. | Ерік Да Ре              |
| Родина Джонсонів                   | Шелі Джонсон                            | Молода дружина Ліо. Працювала в кафе Норми. Таємна коханка Боббі Бригза. | Медхен Емік             |
| Родина Мілфордів                   | Мер Дуейн Мілфорд                       | Один з найстарших жителів Твін Пікса, мер міста. | Джон Войлан             |
| Родина Мілфордів                   | Дуглас Мілфорд                          | Видавець місцевої газети «Twin Peaks Gazette», прославився частими весіллями. | Тоні Джей               |
| Родина Мілфордів                   | Лана Баддінг Мілфорд                    | Приваблива молода дружина Дугласа, відома вмінням причаровувати чоловіків. | Робін Лайвлі            |
| Родина О’Рейлі                     | Блекі О’Рейлі                           | Керуюча справами в закладі Одноокий Джек. | Вікторія Кетлін         |
| Родина О’Рейлі                     | Ненсі О’Рейлі                           | Сестра Блекі та кохана Жака Рено. | Галін Горг              |
| Родина Рено                        | Жак Рено                                | Канадський круп'є, торговець наркотиками і бармен в «Домі при дорозі». Був сексуальним партнером та сутенером Лори Палмер. | Волтер Олкевич          |
| Родина Рено                        | Жан Рено                                | Старший та найнебезпечніший з братів Рено. Маститий злочинець. Страховий агент. | Майкл Паркс             |
| Родина Рено                        | Бернард Рено                            | Молодший брат Рено, торговець наркотиками та злочинець. | Клай Вілкокс            |
| Інші                               | Маргарет Лантерман (Пані з поліном)     | Загадкова літня жінка. Постійно носить із собою поліно та розмовляє з ним. Впевнена, що в ньому оселився дух її покійого чоловіка. | Кетрін Коулсон          |
| Інші                               | Віндом Ерл                              | Колишній агент ФБР та напарник Купера. Потрапивши під вплив Чорного Віґвама, став божевільним маніяком. | Кенет Уелш              |
| Інші                               | Доктор Лоуренс Джакобі                  | Ексцентричний психотерапевт Лори Палмер. | Расс Темблін            |
| Інші                               | Томас Екхарт                            | Основний діловий партнер Ендрю Пекарда, одержимо закоханий у Джозі. | Девід Ворнер            |
| Інші                               | Джонс                                   | Помічник Томаса Екхарта | Бренда Стронг           |
| Інші                               | Еморі Беттіс                            | Керуючий справами універмага Хорна. Вербував дівчат для роботи в «Одноокому Джекові». | Ден Амендола            |
| Інші                               | Гарольд Сміт                            | Приятель Лори Палмер, що страждає агорафобією. У нього Лора сховала свого щоденника. | Ленні фон Долен         |
| Інші                               | Деніз Брайсон                           | Агент управління по боротьбі з наркотиками США. Колишній колега та добрий приятель Купера. Трансвестит. | Девід Духовни           |
| Інші                               | Річард Трімейн                          | Зверхній продавець чоловічого одягу в універмазі Хорна. Колишній коханець Люсі. | Ян Б'юкенен             |
| Інші                               | Майк Нельсон                            | Найкращий друг Боббі, чемпіон з боксу у шкільних змаганнях та колишній хлопець Донни. Коханець Надін Харлі. | Гарі Хершбергер         |
| Інші                               | Філіпп Майкл Жерар, (Однорукий чоловік) | Однорукий торговець, що породив «Людину з іншого місця». Майкл це Alter ego Філіппа, сутність, аналогічна Бобові. Незрозуміло, що змусило його розстатися з Бобом. | Ел Стробел              |
| Інші                               | Роннет Пуласкі                          | Колишня працівниця «Одноокого Джека» та універмагу Хорна. Була разом з Лорою в ніч її загибелі. | Феба Августін           |
| Інші                               | Евелін Марш                             | Багата одружена жінка, у якої зупиняється Джеймс Херлі. Намагається звалити на Джеймса вбивство власного чоловіка, вчинене її коханцем. | Аннетта МакКарті        |
| Інші                               | Тереза Бенкс                            | Перша жертва, яку було знайдено за рік до вбивства Лори Палмер. У самому серіалі ця персонажка не з'являється, її можна бачити лише у фільмі Твін Пікс: Вогню, іди зі мною. | Памела Гідлі            |
| Інші                               | Співачка у «Домі при дорозі».           | Відома чарівним голосом на приголомшливими виступами. | Джулі Круз              |
| Інші                               | Літній офіціант                         | Працює в готелі Грейт Нотерн. Є господарем Велетня та повідомляє Куперу деяку корисну інформацію. | Генк Ворден             |
| Мешканці Чорного Вігваму           | Боб                                     | Зло, що не має власного матеріального тіла у нашому світі. Компенсує цей недолік тим, що може вселятися в тіла людей, тварин, зокрема, сов. Можливо, саме цим пояснюється фраза з серіалу «Сови - не те, чим вони здаються». У серіалі Боб намагається заволодіти душею Лори Палмер та вселяється у Ліланда Палмера та Джозі Пакард. | Френк Сільва            |
| Мешканці Чорного Вігваму           | Людина з іншого місця                   | Загадковий карлик. Злий дух, схожий на Боба. Він жив у Філіппі, точніше у його руці, але став самостійним мешканцем Чорного Вігваму після того, як Філіпп відрізав собі руку. | Майкл Дж. Андерсон      |
| Мешканці Чорного Вігваму           | Велетень                                | Дуже високий чоловік, котрий допомагає Куперові. | Карел Стрюкен           |
| Мешканці Чорного Вігваму           | Місіс Тремонд                           | Стара, пов'язана з Чорним Вігвамом. Направляє людей до зла. | Френсіс Бей             |
| Мешканці Чорного Вігваму           | Пітер Тремонд                           | Маленький хлопчик, онук місіс Тремонд. Володіє чорною магією. | Остін Джек Лінч         |
| Мешканці Чорного Вігваму           | Джазовий співак                         | Джазовий співак, в Чорному Вігвамі виконує пісню про сікоморові дерева. | Джиммі Скотт            |